# 성 로마노스
성 로마노스 또는 로마노스 성가 작가(Ρωμανός ο Μελωδός; 5세기 후반 – 554년 이후)는 비잔틴 음악사의 초기 중심 인물이던 성가 작가이자 작곡가였다. "운율시의 핀다로스"라고 불리는 로마노스는 6세기에 활약했지만, 그의 작품의 가장 이른 사본은 그보다 몇 세기 뒤에야 작성되었다. 그는 당시 최고의 콘타키온 작곡가였다.
로마노스의 주요 일대기적 문헌은 10월의 메나이온이다. 다른 곳에서 로마노스는 오직 8세기 예르마노스 1세와 10세기의 수다에 의해서만 언급된다. 이 문헌들에 따르면, 로마노스는 5세기 후반 시리아 에메사라는 곳의 유대인 가정에서 태어났다. 로마노스는 어린 시절에 세례를 받았고, 나중에 베리투스로 이주했다. 그곳에서 그는 부활 교회의 보제로 서품되었다. 훗날에, 그는 콘스탄티노폴리스로 이주했고, 거기서 사망하여 동정녀 교회에 묻혔다.
동방 정교회에서 성 로마노스는 음악의 수호성인이며, 매해 10일 1일을 로마노스의 축일로 맞이한다.
아르메니아 사도교회에서는 십자가 현양 셋째 주일 전 토요일에 기념된다. 이는 성 로마노스가 칼케돈 공의회 이후에 살았고 아르메니아 사도 교회가 비칼케돈 교회라는 점을 감안할 때 주목할 만한 하다. 그럼에도 불구하고 로마노스의 음악은 아르메니아 성가에 상당한 영향을 미쳤다.

## 참고문헌
- Romanos the Melodist article from the (가톨릭 백과사전)
- St. Romanos (해외 러시아 정교회)
- Engberg, Gudrun (2001). 〈Romanos the Melodist〉. 《Grove Music Online》. Revised by Alexander Lingas. Oxford: Oxford University Press. doi:10.1093/gmo/9781561592630.article.23748. ISBN 978-1-56159-263-0.
- Levy, Kenneth (2001). 〈Byzantine Chant〉. 《Grove Music Online》. Revised by Christian Troelsgård. Oxford: Oxford University Press. doi:10.1093/gmo/9781561592630.article.04494. ISBN 978-1-56159-263-0.
- Schork, R. J. (1962). “Typology in the Kontakia of Romanos”. 《Studia Patristica》 (Berlin: Akademie-Verlag). 6 (Papers presented to the Third International Conference on Patristic Studies held at Christ Church, Oxford, 1959, Part IV Theologica, Augustiniana, ed. F. L. Cross): 210–220.
- Mellas, Andrew (2020). 《Liturgy and the Emotions in Byzantium: Compunction and Hymnody》. Cambridge: Cambridge University Press. doi:10.1017/9781108767361. ISBN 978-1-108-76736-1. S2CID 225623021.
- Porter, Wendy J. (2024). 《Worship, Music, and Interpretation: Exploratory Essays》. Wipf & Stock Publishers.
- 본 문서에는 현재 퍼블릭 도메인에 속한 브리태니커 백과사전 제11판의 내용을 기초로 작성된 내용이 포함되어 있습니다.